# Kanaberget
Kanaberget är ett naturreservat på berget med detta namn i Ludvika kommun i Dalarnas län.
Området är naturskyddat sedan 2016 och är 121 hektar stort. Reservatet består av tallen på höjderna på hällmark och granen längre ner.